# Masate
Masate là một đô thị ở tỉnh Milano, vùng Lombardia của Italia, khoảng 25 km về phía đông bắc của Milano. Tại thời điểm ngày 31 tháng 12 năm 2004, đô thị này có dân số 2.533 và diện tích là 4,3 km².
Masate giáp các đô thị sau:Basiano, Pozzo d'Adda, Cambiago, Gessate, Inzago.